# Abbeville megye
Abbeville megye az Amerikai Egyesült Államokban, azon belül Dél-Karolina államban található. Megyeszékhelye és legnagyobb városa Abbeville. Lakosainak száma 24 295 fő (2020. április 1.).

## Szomszédos megyék
- Greenville megye (észak)
- Anderson megye (észak)
- Laurens megye (északkelet)
- Greenwood megye (kelet)
- McCormick megye (délkelet)
- Elbert megye (nyugat)

## Népesség
A megye népességének változása:
| Lakosok száma | 25 347 | 25 124 | 25 071 | 25 007 | 24 932 | 24 295 |
|               | 2010   | 2011   | 2012   | 2013   | 2015   | 2020   |